# マユミーヌ
マユミーヌ（1969年8月26日 - ）は日本の女性歌手である。

## 概要
神奈川県出身。主にCMソングを歌っており、これまでに70本以上のCMに関っている。
アメリカンファミリー生命保険会社のCM（宮崎あおい出演）ソング「アヒルのワルツ」で人気に火がつき、2007年にポニーキャニオンよりCDを発売。CD売上は約2万枚、着うたダウンロードでは15万ダウンロードを記録。当時はメディアに一切露出しなかったため、「謎」の歌手として話題になる。
2008年1月にCMの楽曲がニューバージョンに切り替わったのを受け、2008年3月に日本クラウンより新しいCDを発売。「アヒルのワルツ」新バージョンに加えて、マユミーヌのオリジナル楽曲2曲が収録されている。なお同曲の歌詞は7番まである。
2008年11月5日にはムーニーのCMソング「ほしのかずだけ」をリリースし、音楽配信で累計30万ダウンロードを記録。
「たつやくん」との31歳差のユニット「たつやくんとマユミーヌ」として歌ったアメリカンファミリー生命保険会社のCMソング「まねきねこダックの歌」は、2009年11月4日のCD発売に先駆けて2009年10月7日から開始された着うた配信で初日に1万ダウンロード、9日間で「アヒルのワルツ」に並ぶ15万ダウンロードを記録。音楽配信の累計では100万ダウンロードを記録した。

## プロフィール
- 神奈川県出身。
- 玉川大学文学部芸術学科声楽専攻卒業。
- アヒル町在住（「アヒルのワルツ」によるプロフィール。なお、実際は住所非公開）。
- 普段はマーケティング会社でOLをしていた（オアシズの大久保佳代子と同じ勤務先であるらしい、と報道されたことがある[1]）。
- 2010年3月で退社したことを公表[4]。
- 好きなもの：月
- 嫌いなこと：大勢の前で歌うこと
- 好きな男性のタイプ：足腰の丈夫な人（小さい頃に「未来少年コナン」を見てコナンのような男性がいいと思った、とラジオ放送で語っている）

## 人物
- 第36回フジサンケイグループ広告大賞（フジテレビでは、2007年3月21日放送）で、普段はOLとして仕事をしていることと年齢が37歳であることを公表した。
- 本名の公表はしないとのことだが、「マユミ」は本名である。

## ディスコグラフィー

### 配信限定シングル
いのり
永遠のものがたり（とわのものがたり）
2011年4月1日発売、両曲ともダウンロード販売のみ、ビニールドーナツとマユミーヌ名義
Amazon.co.jpの『たすけあおうNippon 東日本大震災 義援金』参加
武藤良明が作曲し、ギターを弾いている。ビニールドーナツは武藤のバンド名。
ほっこり モコモカの歌
2023年2月1日発売

### アルバム

#### カピバラさんとマユミーヌ名義
いずれも初回限定生産盤（CD+特典）・通常盤（CD＋DVD）の2形態で発売。

## CM関連（過去・現在含む）
主なCMソング
- 【アメリカンファミリー生命保険会社】 EVER“アヒルのワルツ”
- 【アメリカンファミリー生命保険会社】 新EVER“まねきねこダックの歌”（「たつやくんとマユミーヌ」）
- 【ユニ・チャーム】 ムーニー“ほしのかずだけ”
- 【アサヒ飲料】 三ツ矢サイダー
- 【トヨタ自動車】 トヨタ・パッソ

主なCM用サウンドロゴ
- 【ミツカン】 ミツカン味ぽん・ゆずぽん
- 【第一三共ヘルスケア】 新三共胃腸薬
- 【王子ネピア】 ドレミ
- 【城南建設】 住宅情報館
- 【Danone】 Danone
- 【アートコーポレーション】 アート引越センター
- 【ライオン】　トップHYGIA
- 【天藤製薬】 「痔にはボラギノール」

## テレビ
- できた できた できた（NHK教育テレビ、2010年3月 - ）

「花まるロック」のコーナーにレギュラー出演し、子役3人との「できたらバンド」として演奏

## その他の活動
- NHK歳末たすけあい・海外たすけあい ナレーション